# باکامونا
باکامونا (به لاتین: Bakamuna) یک منطقهٔ مسکونی در سری‌لانکا است که در ناحیه پولونارووا واقع شده‌است. باکامونا ۳۴۹ کیلومتر مربع مساحت و ۴۳٬۹۱۵ نفر جمعیت دارد.